# Эрик Кёниг
Эрик Кёниг (англ. Eric Koenig) — персонаж, появившийся в комиксах издательства Marvel Comics.

## История публикации
Первое появление Эрика Кёнига было в ''Sgt. Fury and the Howling Commandos vol. 1" #27 (февраль 1966), и он был создан писателем Стэном Ли и художником Диком Эйерсом.
Эрик Кёниг получил запись во Всеобщей официальной книге Вселенной Marvel All-New Official Handbook of the Marvel Universe A to Z: Update #3 (2007).

## Биография
Эрик Кениг был членом оригинальных Воюющих коммандос и сражался вместе с командой во время Второй мировой войны. Он был пилотом, а также тренером, и был очень антинацистским немцем, так как нацисты убили его сестру. Он был заменой Дино Манелли, который отсутствовал на специальной миссии, а затем заменил Иззи Коэна, когда он был военнопленным. После возвращения Коэна Кёниг остался членом команды. После войны Кёниг был одним из Хаулеров, которые присоединились к Нику Фьюри при формировании Щ.И.Т.а. Жизнеспособная модель Кёнига и была частью дела Делтита, но был уничтожен сам после того, как его захватил и отсканировал Тони Старк.
Когда Щ.И.Т. был распущен, а его агенты были автоматически переведены на вновь созданный М.О.Л.О.Т. во время Тёмного правления, Эрик остался в М.О.Л.О.Т.е. Это было, несмотря на то, что 1200 агентов, которые были сторонниками Фьюри (включая Дум-Дум Дугана и Габриэля Джонса), подали в отставку и сформировали Ревущие коммандос РМС. Позже выяснилось, что он работал на них изнутри и помогал херисту, который видел, что РК PMC (теперь принадлежащий Фьюри) совершил набег на ряд Хеликэрриеров М.О.Л.О.Т.а и укрепили свои ранги, когда более 3000 агентов М.О.Л.О.Т.а перешли на их сторону. Позднее он был убит в битве против Гидры. Габриэль Джонс также является одним из многих в Щ.И.Т.е со смертельным исходом вместе с Эриком.

## Вне комиксов
Эрик Кёниг появляется в телесериале Агенты «Щ.И.Т.» в эпизоде «Провидение», изображённый актёром Пэттоном Освальтом. Рецензент Оливер Сава назвал Кёнига «глотком свежего воздуха после всех напряжённых событий, ведущих к его внешности». Он тайный помощник Ника Фьюри на базе Щ.И.Т.а «Провидение». Эрик Кёниг не скрывает Филу Колсону, что Ник Фьюри всё ещё жив. В эпизоде «Единственный лучик света в этой тьме» Эрик Кёниг проводит тесты детектора лжи на команде Фила Колсона, чтобы узнать, кому можно доверять. Он убит за кадром Грантом Уордом, и его тело было найдено Скай в вентиляционном канале. В эпизоде «Ничего личного» тело Эрика Кёнига найдено Джеммой Симмонс, которая подтверждает причину смерти Эрика Кёнига
.
Освальт вернулся в финале сезона в эпизоде «Начало конца» как брат-близнец Эрика Билли Кёнига, который курирует секретную базу «Игровая площадка».
В дополнение к появлению Билли во втором сезоне Освальт также изображает другого брата Эрика и Билли Сэма Кёнига в эпизоде «... Всяк сюда входящий». Сэм помогает Билли защитить Райну от агентов Гидры, пока Скай, Мелинда Мэй, Лэнс Хантер и Антуан Триплетт не прибудут в Ванкувер. Когда Триплетт спрашивает, сколько у них братьев, Билли и Сэм говорят, что их 13, хотя они затем указывают, что это шутка. Когда Сэм не появляется на протяжении большей части финала середины сезона, Билли шутит с Трип, что Сэм «заряжает свои батареи»; однако Трип говорит Билли, что он знает, что он пытается с ним связаться.
В эпизоде «Горячий картофельный суп» обнаруживаются ещё двое братьев Кёнига: Терстон Кёниг, активист-поэт, который не является агентом Щ.И.Т. и ссылается на них как на кучу «овец» из-за смерти своего брата Эрика и старшей сестры по имени Л.Т. Кёниг (актриса Артемис Пебдани). Л.Т. заставила её младших братьев и сестёр присоединиться к Щ.И.Т.у и постоянно выбирает их. Билли, Сэм и Л.Т. пытаются скрыть книгу Дархолд от Сторожевых псов и Холдена Рэдклиффа, но они слишком поздно обнаруживают, что Мелинда Мэй была заменена ЖСМ. К концу эпизода Кёниги подтверждают, что они все люди.